# Théâtre de verdure de Nice
Le théâtre de verdure de Nice situé devant un emplacement historique, le monument du centenaire symbole du rattachement du Comté de Nice à la France, est construit en 1946 par l'architecte François Aragon, au cœur  du jardin Albert-Ier, face à la mer.

## Historique
Pins, palmiers, cyprès, et fontaines bordent le théâtre à l’architecture d’inspiration grecque. Un mur de pierres en fond de scène, surplombé de deux statues de facture antique et de gradins en amphithéâtre, donne une dimension magique à ce lieu. Les statues monumentales, La tragédie et La danse, sont l’œuvre du sculpteur Victor Nicolas.
C’est une longue carrière qui commence alors. Pendant plus d’un demi-siècle, il reçoit toutes les stars de la musique et du show business : Édith Piaf, Yves Montand, Charles Aznavour, Serge Gainsbourg. Dans les années 1980, il est surnommé le temple du rock avec les performances des Clash, Cure, Iron Maiden, Prince, Téléphone et Sting.
Aujourd’hui, le théâtre de verdure sert la production de spectacles divers et propose plusieurs capacités d’accueil.

## Capacité d’accueil
D'une capacité d'accueil de 1 850 personnes assises à 3 200 personnes debout sur 1 072 m2, le théâtre de verdure propose des spectacles, concerts et des séances de cinéma en plein air.

## Spectacles
Festival Crazy week
Crazy week ou Crazy Week !!!, anciennement Les enfants du rock, était un festival de musique qui avait lieu au théâtre de verdure entre 2006 et 2014.
« Les enfants du rock » était un festival de musique rock, organisé par l'association Ivoire Music, qui a existé de 2006 à 2009. En 2010, Ivoire Music décide d'élargir la thématique artistique ; le festival « Les enfants du rock » change alors de nom pour devenir le festival Crazy Week !!!. 
La première édition de ce nouveau festival s'est déroulée du 6 au 10 juillet 2010 au théâtre de verdure de Nice. L'année suivante, près de 10 000 spectateurs ont assisté à l'édition 2011, avec pour tête d'affiche The Dø, Cocorosie et Louis Bertignac. Le journal Nice-Matin écrit à cette occasion que Crazy Week était devenu le premier festival musiques actuelles de la ville, et « le second festival de la ville après le Nice Jazz Festival ».
En 2012, le festival choisit une programmation plus internationale, avec pour tête d'affiche Mika et Roger Hodgson (voix de Supertramp).
Malgré son statut de « rendez-vous majeurs de l'été musical à Nice », le festival doit s'arrêter avant son édition 2015, pour cause de cessation de paiement de Ivoire Music. D'autres festivals de même ampleur s'arrêtent aussi dans la région, comme Les Voix du Gaou.

## Événements
Le théâtre de verdure a été sélectionné pour accueillir une fan zone lors du championnat d'Europe de football 2016, d'une capacité de 10 000 places.